# Lacs d'Aygues Tortes
Pour les articles homonymes, voir Aygues Tortes (homonymie).
Les lacs d'Aygues Tortes sont des lacs des Pyrénées françaises situés sur la commune de Loudenvielle dans  le département des Hautes-Pyrénées, en région Occitanie.
Les lacs ont une superficie de 2,1 ha pour une altitude de 2 258 m.

## Toponymie
Aygues signifie « eaux », tortes signifie « tortueux » donc le lac des eaux tortueuses.

## Géographie
Ils se trouvent dans le sud-est du département français des Hautes-Pyrénées proche de la Haute-Garonne et de la frontière franco-espagnole.
 
Ils sont dissimulés au creux du vallon d'Aygues Tortes.

### Topographie
|                        |                               | Pic Pétar (2 452 m) |
|                        | lacs d'Aygues Tortes          |                     |
| Pic Schrader (3 176 m) | Pic d'Aygues-Cruses (2 796 m) |                     |

### Hydrographie
Le lac est alimenté par les différents ruisseaux de la Montagne de Pouchergues et a pour émissaire le Ruisseau d'Aygues Tortes qui conflue avec la Neste de Clarabide.

## Protection environnementale
Le lac fait partie d'une zone naturelle protégée, classée ZNIEFF de type 2 : vallée du Louron.

## Voies d'accès
Pour atteindre le lac, au départ du Pont de Prat à la centrale hydro-électrique de Tramezaygues, il faut traverser les gorges de Clarabide par un chemin très escarpé jusqu'à la construction d'un chemin plus sûr construit par les Ponts et Chaussées, et rejoindre le refuge de la Soula. De là prendre le sentier le long de la Neste de Clarabide jusqu'aux lacs.